# Bucuria
АО Bucuria — крупнейшая компания в Молдавии, производящая кондитерские изделия.
Штаб-квартира компании расположена в Кишиневе — столице Молдавии. Ассортимент компании превышает 450 наименований. Также данная компания производит 90 % всех кондитерских изделий в стране.

## История
С 1918 по 1944 годы в Молдавии существовало 49 цехов по производству кондитерских изделий. Однако современного оборудования на предприятиях не было: вся выпечка, конфеты и карамель изготавливались вручную, кустарным способом — на газовых горелках, при свете керосиновых ламп. В 1946 году по решению Совета министров Республики Молдова было модернизировано и запущено производство на Кишиневской фабрике № 1.
Данная компания начала свою деятельность в 1946 году, как маленькое предприятие, производящее печенья и макароны. Вскоре предприятие купило всё необходимое современное оборудование из Германии и переориентировалось на кондитерские изделия. Основной целью компании на момент её создания было удовлетворение потребительского спроса на рынке кондитерских изделий.
В 1949 году был введен в эксплуатацию макаронный цех с мощностью 10 тонн в сутки, впоследствии показатель вырос до 50 тонн в сутки. В 1952 году был введен в эксплуатацию бисквитный цех с мощностью 14 тонн в сутки, потом возросло до 33 тонн, а в 1955 — конфетный цех с мощностью 7,5 тонн в сутки. В том же году она переименовывается в Кондитерско-макаронную фабрику.
В 1962 году компания меняет название на «Букурия». В 1977 году компания «Букурия» приобретает статус научно-экспериментального предприятия. Это произошло из-за активного внедрения в производстве нетрадиционных видов сырья.
В начале 1980-х годов, благодаря инвестициям и капиталовложениям, были введены новые высокомеханизированные линии итальянской фирмы «Карле и Монтанари», закуплено новое импортное перерабатывающее оборудование, рассчитанное на обжарку, дробление и прессовку свыше шести тысяч тонн какао-бобов в год. За счёт освоения разработанной на фабрике технологии поточного производства на высокомеханизированных линиях выпуск кондитерских изделий возрос со считанных килограммов до тысяч тонн. В 1986 году производственные мощности достигли 42 тыс. тонн кондитерских изделий в год.
В начале 1990-х годов из-за рыночных реформ, происходивших в стране, произошёл резкий спад в производстве, инвестициях, и компания оказалась на грани развала. 28 сентября 1992 года, по согласованию с трудовым коллективом и в соответствии с Законом Республики Молдова «Об акционерных обществах» арендное предприятие стало акционерным обществом закрытого типа с совместным государственным и приватизированным капиталом. Так предприятие получило статус АОКП «Букурия».
В 1994 году в соответствии с законодательством Республики Молдова АОКП «Букурия» изменило форму собственности — оно стало открытым акционерным обществом с частной формой капитала. Структура производства АО «Букурия» состоит из производственных цехов, филиалов.
В 2001 году предприятие прошло сертификацию Международной Системы Качества I.S.O. 9001-1994.
На данный момент в компании работают 1500 человек, она вошла в 28 самых дорогих компаний Молдовы.

## Структура
В состав компании входят:
- Кондитерское предприятие «Букурия» в центре Кишинева с Годовым объёмом производства — 38,5 тыс. тонн;
- Кишиневский филиал СПРО; Niku Chiriac

## Акционеры
Акционерами компании являются:
- Легенда Молдова
- 4400 других частных акционеров

## Показатели деятельности
Ассортимент компании имеет свыше 450 наименований. В частности компания производит различные конфеты, шоколад, карамель, ирис, зефир, мармелад, драже, вафли, печенья. Самые известные наименования: «Lapte de pasăre», «Chişinăul de seară», «Do-re-mi», «Meteorit», «Ţărăncuţă», «Limpompo», «Noroc».
По состоянию на 2013 год чистая прибыль компании составила 18,65 млн леев.